# Ambatolampy
Ambatolampy är en ort belägen i regionen Vakinankaratra i Antananarivoprovinsen på Madagaskar. 2001 hade orten 21 312 invånare.
Staden är belägen cirka ungefär 46 kilometer söder om vulkanen Ankaratra. Den är ansluten till landets nationella väg från huvudstaden Antananarivo, n.7.
Staden är belägen 1644 m ö.h.